# クアッガ
クアッガ（文馬、英: quagga、学名: Equus quagga quagga）は、ウマ目（奇蹄目）ウマ科ウマ属サバンナシマウマの一亜種である。南部アフリカの草原地帯に生息していたが、すでに絶滅した。

## 名称
クアッハとも表記される。
クアッガ、またはクアッハという名前の由来は、「クーアッハクーアッハ」というその鳴き声を写したものである。1785年のある記録では、クアッガの鳴き声は「ロバとはかなり違っており、マスティフ犬の滅茶苦茶な吠え声に似ていた」という。

## 分類
以前はウマとシマウマのどちらにより近縁なのか不明だったが、DNAの解析によりサバンナシマウマが一番の近縁であることが判明した。
クアッガの厳密な分類とバーチェルサバンナシマウマとの関係性には異説が存在して議論の対象となっており、バーチェルサバンナシマウマと同種である（つまり絶滅していない）という説が採用されれば本種の学名は E. quagga quagga に、バーチェルサバンナシマウマは E. quagga burchell となることが示唆されている。ICUNでは、現状ではクアッガをバーチェルサバンナシマウマの各亜種とは別種であると見なす方針を取っているものの、クアッガ自体が新亜種として追加される可能性を排除しておらず、確定的な結論が出るまでは便宜的に別種として扱っている。

## 特徴

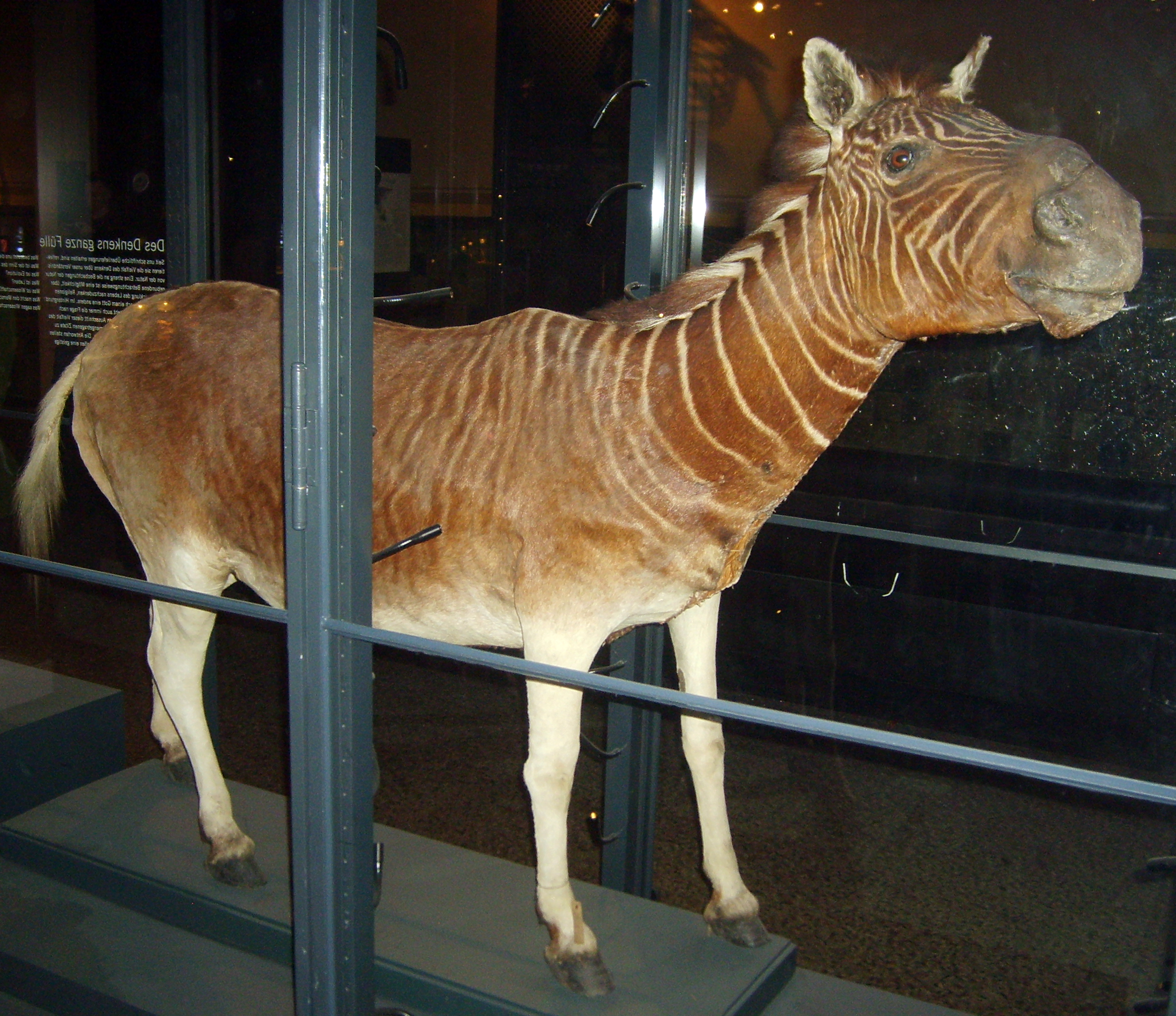
フンボルト博物館（ドイツ）に展示されているクアッガの剥製。

体高は約135センチメートル。外見上で最も特徴的な点は、下半身に縞模様がなく茶色一色であることである。この縞模様はウマとの交雑（ゼブロイド）によって発現したものではなく、クアッガ特有のものである。脚とその付け根は白。歯の形や耳が小さく、ウマと共通の特徴を有している
数十頭で群れを作って生活していた。なお、同じ地域にバーチェルサバンナシマウマが生息していたが、混じり合わずに別々の群れを作っていたという。また、どのような利点があって下半身に縞模様を持たないという進化を経たのかに関しては資料に記載がない。

## 人間との関係

### 絶滅
絶滅の主な原因は人間による乱獲と開発に伴う生息地の減少とされる。肉は食糧に、皮は靴・袋などに加工されるために大量に殺されており、バーチェルサバンナシマウマが直面してきた減少の経緯と共通している。最後の野生個体は1861年に射殺された。ヨーロッパ各地の動物園にいた飼育個体はその後も生きていたが、飼育下で絶滅回避を図るにはすでに個体数が不足していた。当時は雄雌の両方がいたが、雄は暴れたことで薬殺処分されたために絶滅が決定的となった。アムステルダムのアルティス動物園で飼育されていた最後の1頭である雌は1883年8月12日に死亡した。

### 復元の試み

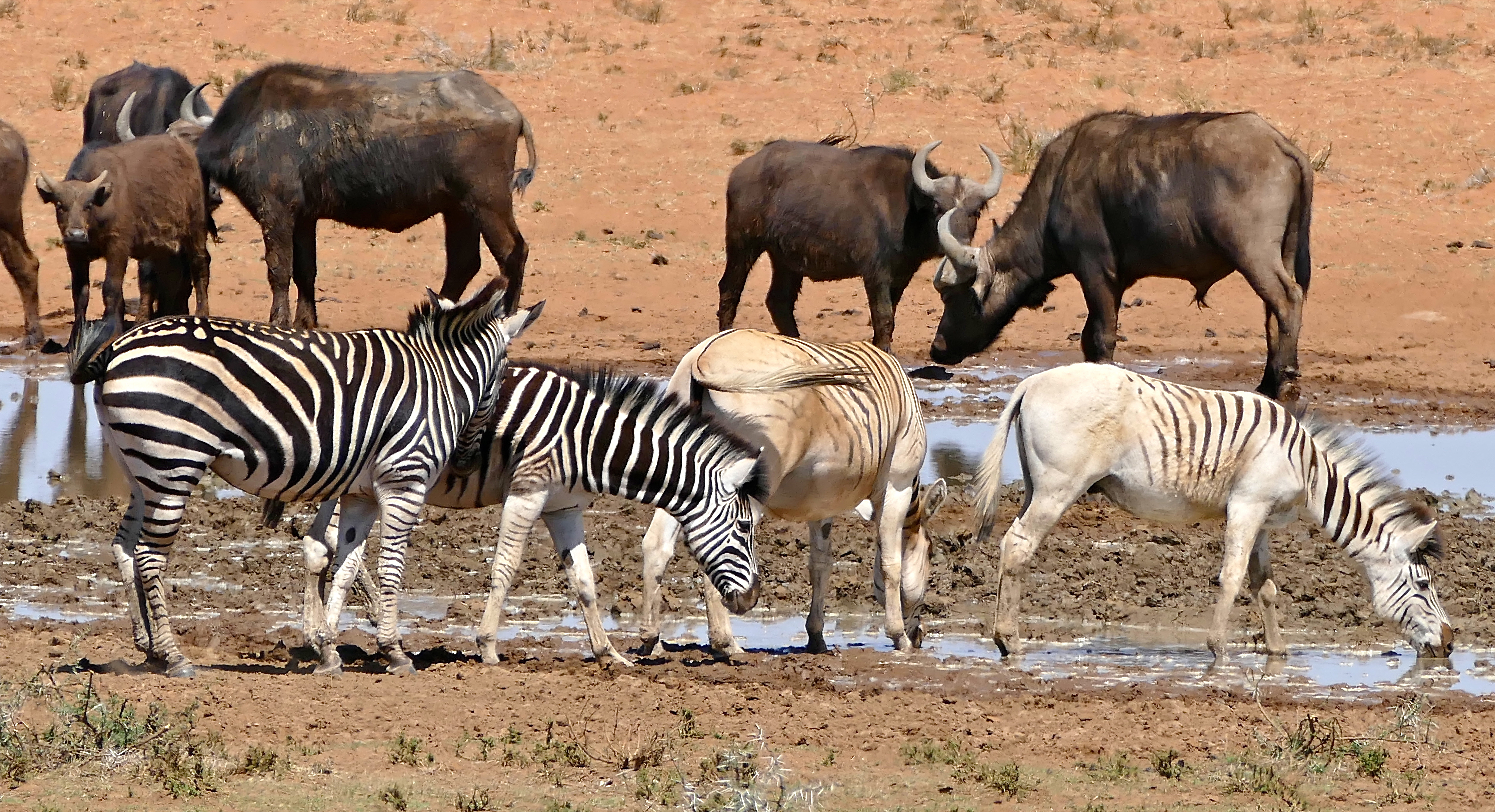
モカラ国立公園で保護されているバーチェルサバンナシマウマ。右の2頭はクアッガに似た縞模様をしている。

DNAの解析によってクアッガはサバンナシマウマの亜種であることが判明した。これを受けて、交配によってクアッガを復活させようという「クアッガプロジェクト」が1986年に発足した。事務局は南アフリカ共和国ケープタウンに置かれ、カルー国立公園やエランズバーグの農場などにて繁殖が行われている。
1988年12月9日にクアッガに似た模様の個体が生まれ、2005年1月20日に「ヘンリー」と名付けられた個体が生まれた。その後も、クアッガ似の模様のサバンナシマウマは増え続けており、これらの個体群は「Rau quagga」と呼ばれている。